# アカデミック・マーケティング
アカデミック・マーケティングとはマーケティング手法のひとつ。
2003年頃に登場してきた。日本で作られた言葉の説がある。

## 説明
手法としては、機能がダイレクトに消費者に伝わらない分野において、機能があることを消費者に伝えるため、大学などの研究機関とタイアップして、その測定データを元に広告販促を打つものである。
端的にいえば、「権威」をかざして商品を売る手法ともいえよう。近年のブランド偏重のマーケティングの一変形パターンともいえる。

## 実態
消費者の視点からみれば、その商品の機能が本当にあるのかどうか、消費者自身には検証する手段がないことが問題視される。
この分野は大手家電も使うが、悪質な研究機関も多い。